# District de Doab-Samsami
Le district de Doab-Samsami (persan : بخش دوآب صمصامی , bakhsh-e Doāb-Samsāmi) est un district (bakhsh) situé dans la préfecture de Kuhrang dans la province du Tchaharmahal-et-Bakhtiari en Iran. Le district comprend deux districts ruraux (dehestān) de Doab et Shahriari et une ville Samsami. Il s'agit du quartier d’été (sardsīr ou yaylāq en persan) pour de nombreux nomades bakhtiaris.

## Géographie
Au cœur des monts Zagros, le district de Doab-Samsami est situé à environ 130 km à l'ouest de Shahrekord et 240 km à l'est de Masjed Soleiman et y est desservi par la route Shahrekord – Masjed Soleiman.

## Population
Lors du recensement de 2016, la population du district était de 5 930 habitants. La population y est quasi exclusivement constituée de Lors Bakhtiaris en majorité de la tribu Gandali de la branche Haft Lang.